# C21 (album)
C21 er det selvbetitlede debutalbum fra det danske boyband C21. Det blev udgivet i 2003 og indeholder singlen "Stuck in My Heart" som både slog igennem i Danmark og i Asien.

## Modtagelse
Den første single var "Stuck in My Heart" som nåede #9 og 14 uger på hitlisterne fra september til december 2002. Herefter fulgte  "You Are the One" der nåede #3 og var 4 uger på hitlisterne og "She Cries", der nåede at peake som #7 var på hitlisterne i 11 uger. En anden udgave af albummet blev udsendt med bonustracket "One Night in Bangkok", der var et cover af Murray Heads sang fra 1984. Nummeret klarede sig særligt godt i Sydøstasien.
Albummet nåede #31 på Tjeklistens albumhitliste og solgte guld med over 10.000 solgte eksemplarer.

## Hitlister
| Hitlisterne fra 2003/2004 | Højeste placering |
| ------------------------- | ----------------- |
| Danmark                   | 9                 |

## Spor
| #   | Titel                   | Sangskriver(e)                                                                | Længde |
| --- | ----------------------- | ----------------------------------------------------------------------------- | ------ |
| 2.  | "Be With You Again"     | Lars Quang, Søren Bregendal Sørensen                                          | 3:39   |
| 3.  | "You Are the One"       | Martin Michael Larsson, A. Fromm, Lars Halvor Jensen                          | 3:50   |
| 4.  | "She Cries"             | David Pepke, Søren Bregendal Sørensen, Lars Quang, Esben Duus                 | 3:11   |
| 5.  | "Don't Wanna Lose You"  | Lars Quang, Søren Bregendal Sørensen                                          | 3:58   |
| 6.  | "Cuts Deep Inside"      | Ziggy, Eikemo, Crow, Lars Quang                                               | 3:47   |
| 7.  | "Learning By Living"    | Anders Bergström, Mikael Andersson                                            | 3:24   |
| 8.  | "You Just Wait and See" | Lars Quang, Søren Bregendal Sørensen                                          | 3:49   |
| 9.  | "Hanging On a String"   | D. James, Lars Quang                                                          | 4:00   |
| 10. | "Standing On the Edge"  | Søren Bregendal Sørensen, Lars Quang                                          | 3:30   |
| 11. | "Deep Down"             | Alan Ross, Lee Brennan, Dave James                                            | 3:42   |
| 12. | "Could You Ever"        | Claus Hasfeldt, Lars Quang, Søren Bregendal Sørensen, David Pepke, Esben Duus | 3:39   |
| 13. | "Say It Again"          | Mauro Scocco                                                                  | 3:36   |
| 14. | "Love Will Never Lie"   | Lars Quang, Søren Bregendal Sørensen                                          | 3:24   |

| 15. | "One Night in Bangkok" | Benny Andersson, Tim Rice, Björn Ulvaeus | 3:17 |